# Orden de caballería
Las órdenes de caballería son instituciones creadas por los monarcas feudales europeos tras el fracaso de las Cruzadas, imitando el modelo de las órdenes militares creadas en Tierra Santa.
Los caballeros de las órdenes de caballería, identificados con la institución tradicional de la caballería medieval, que se remontaba a la Alta Edad Media, y a sus ideales justificativos de la misión de la nobleza en la sociedad estamental, dieron origen al concepto de «código de caballería» que debía cumplir quien era «ordenado caballero»; reflejado en la literatura caballeresca (ciclo artúrico).
La «ordenación» como caballero, en su ritual y en su significado simbólico, es comparable, por un lado, a la ceremonia del homenaje feudal (una institución nobiliaria), y por otro al sacramento del orden por el que un clérigo es «ordenado sacerdote» o recibe órdenes menores (una institución eclesiástica). En la actualidad se rigen por elevados valores sociales a las que pertenecen autoridades civiles, militares y eclesiásticas del estamento nobiliario y paranobiliario. La primera orden peninsular es la Muy Ilustre Real e Imperial Cofradía del Milagroso Pendón de Baeza, fundada en 1147, por el Emperador Alfonso VII de León.

## Órdenes más destacadas
Las órdenes de caballería más destacadas son:
- Orden de San Jorge, implantada por Carlos I de Hungría en 1325, fue abolida.
- Orden de la Banda, implantada por Alfonso XI de Castilla en 1332.
- Orden de la Jarretera, creada por Eduardo III de Inglaterra ca. 1348.
- Suprema Orden de la Santísima Anunciación, fundada por Amadeo VI, conde de Saboya en 1362, en 1946 perdió su carácter nacional al convertirse Italia en una república, continúa como orden dinástica de la Casa de Saboya.
- Orden del Armiño, implantada por Juan V, duque de Bretaña en 1381. Fue la primera orden que admitió mujeres, fue abolida.
- Orden del Dragón, creada por el rey Segismundo de Hungría en 1408, fue abolida.
- Orden del Toisón de Oro, establecida por Felipe III, duque de Borgoña en 1430, desde el siglo XVIII cuenta con dos ramas, una española y otra en manos de la Casa de Habsburgo.
- Orden del Cisne, fundada en 1440, por Federico II, Elector de Brandemburgo.
- Orden Bávara de San Huberto, instituida por Gerhard V, duque de Jülich y conde de Ravensberg en 1445, desaparecida la monarquía en Baviera desde el año 1918, en la actualidad es una orden dinástica de la Casa de Wittelsbach.
- Orden Militar de la Torre y de la Espada, del Valor, Lealtad y Mérito, implantada por el rey Alfonso V de Portugal.
- Orden de San Miguel, fundada por Luis XI de Francia en 1469, se mantiene como orden dinástica pero se la disputan dos pretendientes al trono francés.
- Sagrada Orden Militar Constantiniana de San Jorge, fundada por dos miembros de la Casa de Comneno ha terminado siendo orden dinástica de la Casa Real de las Dos Sicilias.
- Sacra y Militar Orden de San Esteban, Papa y Mártir, creada por Cosme I de Médici, duque de Florencia en 1561, se encuentra abolida.
- Orden del Espíritu Santo, instituida por Enrique III, rey de Francia en 1578, se mantiene como orden dinástica pero se la disputan dos pretendientes al trono francés.
- Orden del Capítulo de Caballeros del Antiguo Reino de la Corona de Aragón, incluye la totalidad de territorios que integraron la Corona de Aragón, actualmente bajo un Consejo Supremo.
- Orden Militar de la Sangre de Jesucristo, fundada por Vicente I Gonzaga, duque de Mantua en 1608, se encuentra abolida.
- Orden de Dannebrog, establecida por el rey Cristián V de Dinamarca en 1671.
- Antiquísima y Nobilísima Orden del Cardo, creada por Jacobo VII de Escocia en 1687.
- Orden del Elefante, implantada por  Cristián V de Dinamarca en 1693.
- Real y Militar Orden de San Luis, establecida por Luis XIV de Francia en 1694 fue abolida por el rey Luis Felipe.
- Orden de San Andrés el Apóstol y el Primer Llamado, instituida por el zar Pedro el Grande de Rusia en 1698.
- Orden del Águila Negra, creada por Federico I de Prusia en 1701, desde 1918 es una orden dinástica de la Casa de Hohenzollern.
- Orden del Águila Blanca, fundada por el rey Augusto II de Polonia en 1705.
- Orden de Santa Catalina, establecida por Pedro el Grande de Rusia en 1714.
- Honorabilísima Orden del Baño creada por Jorge I de Gran Bretaña en 1725.
- Orden Real y Militar de San Jorge para la Defensa de la Fe y la Inmaculada Concepción de María, instituida por Maximiliano II Manuel, elector de Baviera en 1726, desde 1918 es una orden dinástica de la Casa de Wittelsbach.
- La Insigne y Real Orden de San Jenaro, creada por Carlos VII de Nápoles, posteriormente Carlos III como rey de España, en 1734, actualmente es una orden dinástica de la Casa Real de las Dos Sicilias.
- Orden de los Serafines, implantada Federico I de Suecia en  1748.
- Orden de la Espada, establecida por Federico I de Suecia en 1748.
- Orden de la Estrella Polar, fundada por Federico I de Suecia en 1748.  [No se concede desde 1975].
- Real Orden Húngara de San Esteban, instituida por la emperatriz María Teresa I de Austria en 1764, desde 1918 es una orden dinástica de la Casa de Habsburgo.
- Orden de San Estanislao fundada por Estanislao II de Polonia en 1765, se encuentra abolida.
- Orden de San Jorge el Triunfante, creada por Catalina la Grande de Rusia en 1769.
- Orden de Carlos III, establecida por el rey Carlos III de España el 19 de septiembre de 1771 [se ha convertido en una orden civil española].
- Orden de Vasa, implantada por Gustavo III de Suecia en 1772 [No se concede desde 1974].
- Orden de San Patricio, fundada por Jorge III de Gran Bretaña en 1783.
- Orden Imperial y Militar de San Jorge, mártir y victorioso Fue instituida como orden de caballería del Imperio ruso por Catalina II en 1789 para recompensar oficiales y soldados. Suprimida en 1918 y reactivada en 1994
- Orden del Águila Roja, creada por Federico Guillermo II de Prusia en 1792, desde 1918 es una orden dinástica de la Casa de Hohenzollern.
- Ilustre Real Orden de San Fernando y del Mérito, establecida por Fernando IV de Nápoles y III de Sicilia en 1800, actualmente es una orden dinástica de la Casa Real de las Dos Sicilias.
- Orden de San José, instituida por Fernando III, gran duque de Toscana en 1807, en la actualidad es una orden dinástica de la Casa de Habsburgo-Toscana.
- Real y Militar Orden de San Fernando, adoptada por las Cortes españolas el 31 de agosto de 1811.
- Orden de San Hermenegildo, creada por Fernando VII de España en 1814.
- Orden de Isabel la Católica, fundada por Fernando VII de España el 14 de marzo de 1815 [se ha convertido en una orden civil española].
- Orden Militar de Guillermo, establecida por el rey Guillermo I de los Países Bajos el 30 de abril de 1815.
- Orden del León Neerlandés, fundada por Guillermo I de los Países Bajos el 29 de septiembre de 1815.
- Orden de Nuestra Señora de la Concepción de Villaviciosa, instituida por Juan VI de Portugal el 6 de febrero de 1818, se mantiene como orden dinástica de la Casa de Braganza.
- Orden San Miguel del Ala, se mantiene como orden dinástica de la Casa de Braganza.
- Orden de San Miguel y San Jorge, adoptada el 28 de abril de 1818 por el príncipe regente Jorge, futuro Jorge IV.
- Orden de la Cruz del Sur, creada por el emperador Pedro I de Brasil el 1 de diciembre de 1822.
- Orden de Leopoldo, fundada por el rey Leopoldo I de los belgas el 11 de julio de 1832.
- Orden de San Olaf, establecida por Óscar I de Noruega y Suecia el 21 de agosto de 1847.
- Orden del León de Oro de la Casa de Nassau, instituida por Guillermo III de los Países Bajos y Luxemburgo en 1858.

Órdenes de aparición posterior
- Orden de la Corona, creada por el rey Carlos I el 14 de marzo de 1881, actualmente es una orden dinástica de la Casa Real Rumana.
- Orden de la Estrella de África, adoptada por Leopoldo II de los belgas para el Estado Libre del Congo el 30 de diciembre de 1888 (se convirtió en una distinción belga en 1908), actualmente se encuentra abolida.
- Real Orden del León, fundada por Leopoldo II para el Estado Libre del Congo el 9 de abril de 1891 (se convirtió en una distinción belga en 1908), actualmente se encuentra abolida.
- Orden de Orange-Nassau, creada por la reina regente Emma de los Países Bajos el 4 de abril de 1892.
- Real Orden Victoriana, fundada por la reina Victoria del Reino Unido el 21 de abril de 1896.
- Orden de la Corona, establecida por el rey Leopoldo II para el Estado Libre del Congo el 15 de octubre de 1897 (se convirtió en una distinción belga en 1908).
- Orden de Leopoldo II, instituida por Leopoldo II de los belgas para el Estado Libre del Congo el 24 de agosto de 1900 (se convirtió en una distinción belga en 1908).
- Orden de Mérito del Reino Unido, creada por el rey Eduardo VII en 1902.
- Orden del Mérito Civil (España), creada for el rey Alfonso XIII de España en 1926.
- Orden del León Noruego, adoptada por el rey Óscar II de Suecia y Noruega el 21 de enero de 1904, sin concesiones desde 1905 fue formalmente abolida en 1952.
- Orden de Carlos I, creada por Carlos I de Rumanía el 10 de mayo de 1909, actualmente es una orden dinástica de la Casa Real Rumana.
- Orden de Miguel el Bravo, fundada por el rey Fernando I de Rumanía el 26 de septiembre de  1916.
- Orden del Imperio Británico, establecida por el rey  Jorge V del Reino Unido el 4 de junio de 1917.
- Orden Ecuestre de Vitéz, instituida por Miklós Horthy, regente de Hungría en 1921, en la actualidad se encuentra abolida.
- Orden de Canadá, creada por la reina Isabel II en 1967.
- Orden de Australia, fundada por la reina Isabel II en 1975.
- Real Orden Noruega del Mérito, establecida por el rey Olaf V de Noruega en 1985.
- Orden del Mérito de Nueva Zelanda, instituida por la reina Isabel II en 1996.

## Literatura
- D'Arcy Jonathan Dacre Boulton, Los Caballeros de la corona : las órdenes monárquicas de la caballería en la Europa medieval, 1325 - 1520, Woodbridge, Suffolk: Prensa de Boydell, Palgrave Macmillan (febrero de 1987). ISBN 0-312-45842-8. Segunda revisión editada (tapa blanda): Woodbridge, Sufflok y Rochester, NY: Prensa de Boydell, 2000.
- José María de Montells y Galán  // Alfredo Escudero y Díaz Madroñero, Repertorio de las Instituciones Caballerescas en el Reino de España. Madrid. Academia de Genealogía, Nobleza y Armas Alfonso XIII, 2008.
- Richard W. Kaeuper, Elspeth Kennedy, Geoffroi De Carny, El Libro de Caballería de Geoffroi De Charny: Texto, Contexto, and Traducción, Prensa de la Universidad de Pensylvania (diciembre de 1996). ISBN 0-8122-1579-6.